# أداة لينكس بسيطة لإدارة الموارد
أداة لينكس بسيطة لإدارة الموارد (بالإنجليزية: Simple Linux Utility for Resource Management)‏ ويرمز لها اختصاراً SLURM برنامج مجدول مهام مفتوح المصدر يستخدم في الحواسيب الفائقة والحواسيب العنقودية. يقدم ثلاث وظائف.
1. يحدد دخول حصري أو غير حصري إلى موارد الحاسوب للمستخدمين مما يحسن إنجاز العمل.
2. يوفر إطار عمل للبداية، التنفيذ، ومراقبة العمل (عادة مهام متوازية مثل واجهة تمرير الرسائل) على مجموعة مخصصة من النود.
3. يتحكم بطابور المهام المعلقة.

أداة لينكس بسيطة لإدارة الموارد تستخدم على العديد من الحواسيب الفائقة في قائمة توب500 بما فيها تيانهي-2 أسرع حاسوب في العالم حالياً.
تصدر هذه الأداة تحت ترخيص رخصة جنو العمومية الإصدار الثاني.

## المنصات المدعومة
في البداية تم كتابة هذة الأداة لتعمل على نظام التشغيل لينكس، ولكن مؤخراً تم دعم العديد من أنظمة التشغيل:
- آي بي إم إيه آي إكس
- توزيعة برمجيات بيركلي - فري بي ‌إس ‌دي، نت بي إس دي، أوبن بي إس دي
- جنو/لينكس
- أو إس عشرة
- سولاريس

أيضا تدعم العديد من معماريات الأجهزة الفريدة:
- الجين الأزرق
- آي‌ بي‌ إم سيكويا
- كراي (شركة) XT, XE and Cascade
- تيانهي-2
- IBM Parallel Environment
- Anton

## وصلات خارجية
- Slurm Documentation
- SchedMD
- Slurm.net